# Alcyonidium hauffi
Alcyonidium hauffi is een mosdiertjessoort uit de familie van de Alcyonidiidae. De wetenschappelijke naam van de soort is voor het eerst geldig gepubliceerd in 1939 door Marcus.